# Thánh đường Thánh Martin ở Bratislava
Thánh đường Thánh Martin ở Bratislava (tiếng Slovakia: Katedrála svätého Martina v Bratislava), hay còn gọi là Nhà thờ chính tòa Thánh Martin (nhà thờ có tên gọi này từ tháng 4 năm 1995 đến tháng 2 năm 2008), là một thánh đường ban đầu được xây dựng theo phong cách kiến trúc Gothic, tọa lạc trong khu Phố cổ của thành phố Bratislava, Slovakia. Đây là nhà thờ lớn nhất ở Bratislava và là một trong những nhà thờ lớn nhất ở Slovakia. Ngày 23 tháng 10 năm 1963, nhà thờ này được ghi danh vào Danh sách Di tích Trung ương.

## Lịch sử
Ngoài sở hữu kiến trúc độc đáo, các tác phẩm điêu khắc quý hiếm và nội thất theo phong cách kiến trúc Gothic và Baroque, nhà thờ Thánh Martin ở Bratislava còn có mối liên hệ thú vị với nhiều sự kiện quan trọng trong lịch sử Slovakia và Hungary. Dưới đây là một số sự kiện tiêu biểu:
- Từ năm 1563 đến năm 1830 - Đây là thời kỳ vĩ đại nhất của nhà thờ vì nhà thờ là địa điểm tổ chức lễ đăng quang chính thức của Hungary (mười một vị vua được trao vương miện, một nữ hoàng - Maria Theresa, và tám hoàng hậu).[2]
- Từ ngày 7 tháng 12 năm 1619 đến ngày 7 tháng 5 năm 1621 - Công trình trở thành nhà thờ Tin lành trong một thời gian ngắn.
- Năm 1835 - Tác phẩm Missa solemnis của nhà soạn nhạc Ludwig van Beethoven được trình diễn tại đây.[3]